# Miño (región portuguesa)
Miño (en portugués: Minho) es una región geográfica, histórica y cultural portuguesa y también una antigua provincia administrativa de Portugal que tenía su capital en Braga. 

## Geografía
Miño limita al norte y al nordeste con Galicia, en España (provincias de Pontevedra y Orense, respectivamente), al este con el Trás-os-Montes e Alto Douro, al sur con Douro Litoral y al oeste con el océano Atlántico.

### Municipios
La región de Miño incluye 24 municipios:
- Distrito de Braga: Amares, Barcelos, Braga, Cabeceiras de Basto, Celorico de Basto, Esposende, Fafe, Guimarães, Póvoa de Lanhoso, Terras de Bouro, Vieira do Minho, Vila Nova de Famalicão, Vila Verde y Vizela.

- Distrito de Viana do Castelo: Arcos de Valdevez, Caminha, Melgazo, Monção, Paredes de Coura, Ponte da Barca, Ponte de Lima, Valença, Viana do Castelo y Vila Nova de Cerveira.

Para algunos geógrafos, esta región, en conjunto con el Douro Litoral, forma una unidad geográfica mayor: el Entre Douro e Minho.
Por otro lado, puede dividirse en dos regiones: el Alto Miño, correspondiente al distrito de Viana do Castelo, y el Bajo Miño, correspondiente al distrito de Braga.

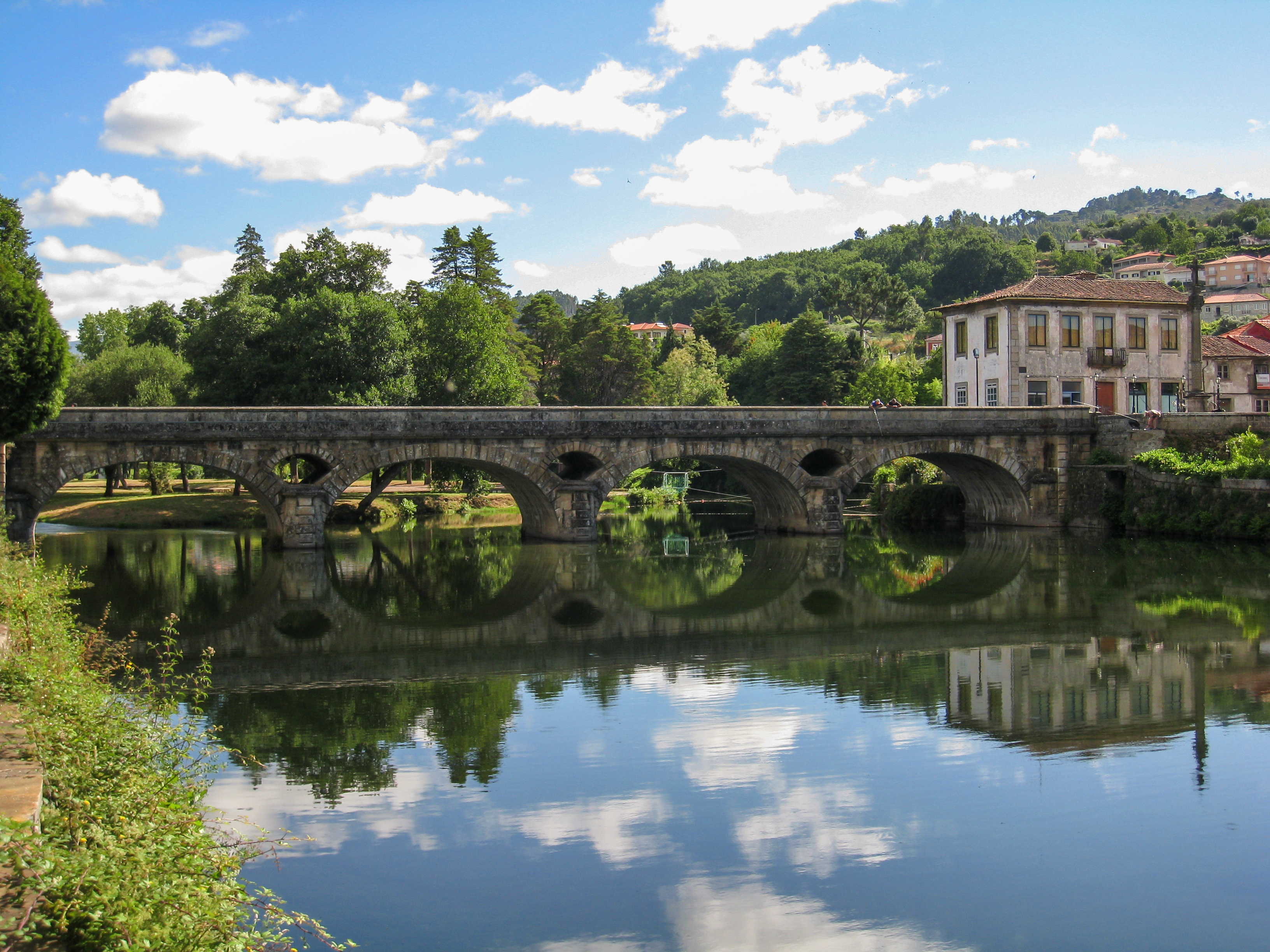
Arcos de Valdevez
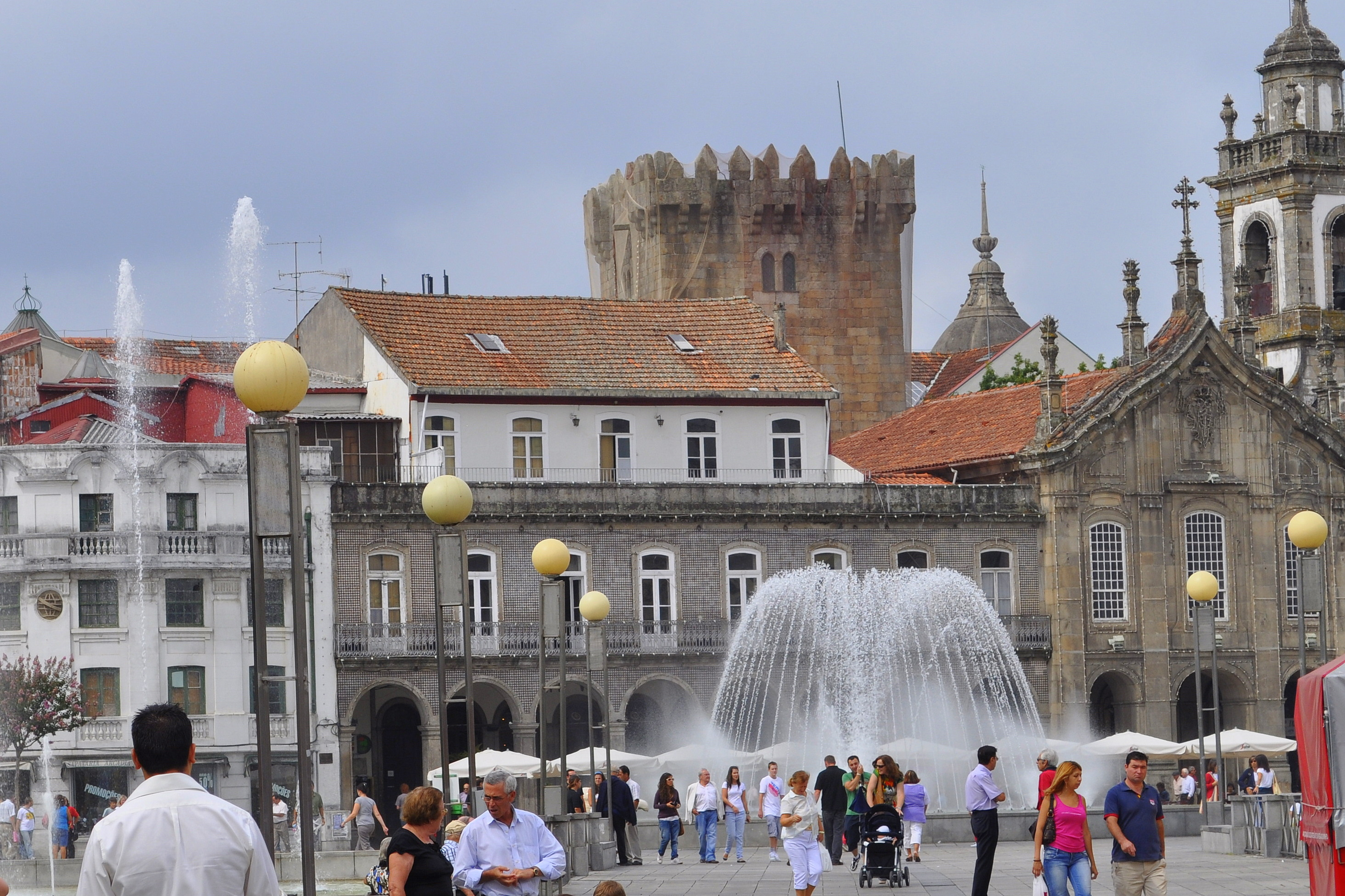
Braga
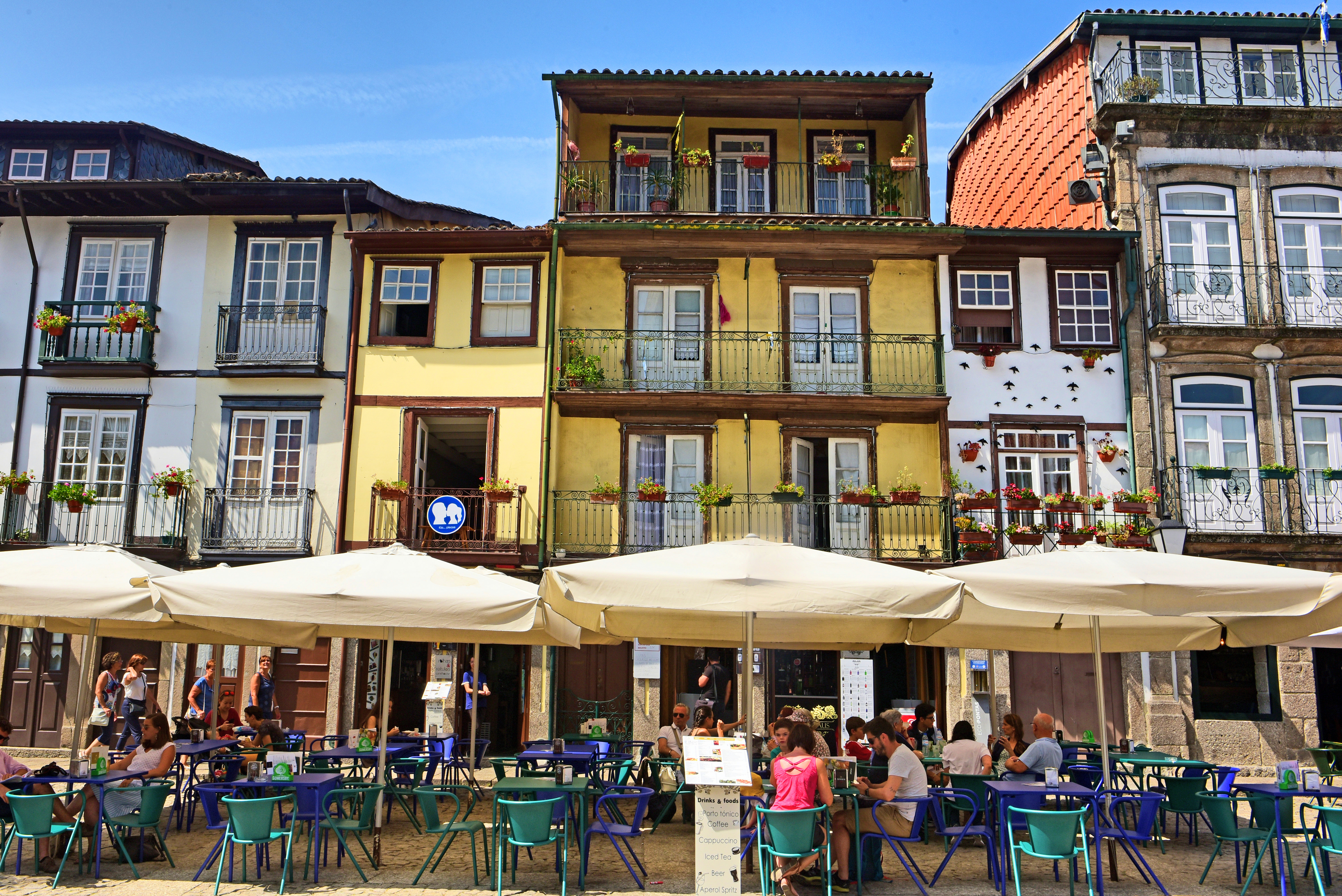
Guimarães
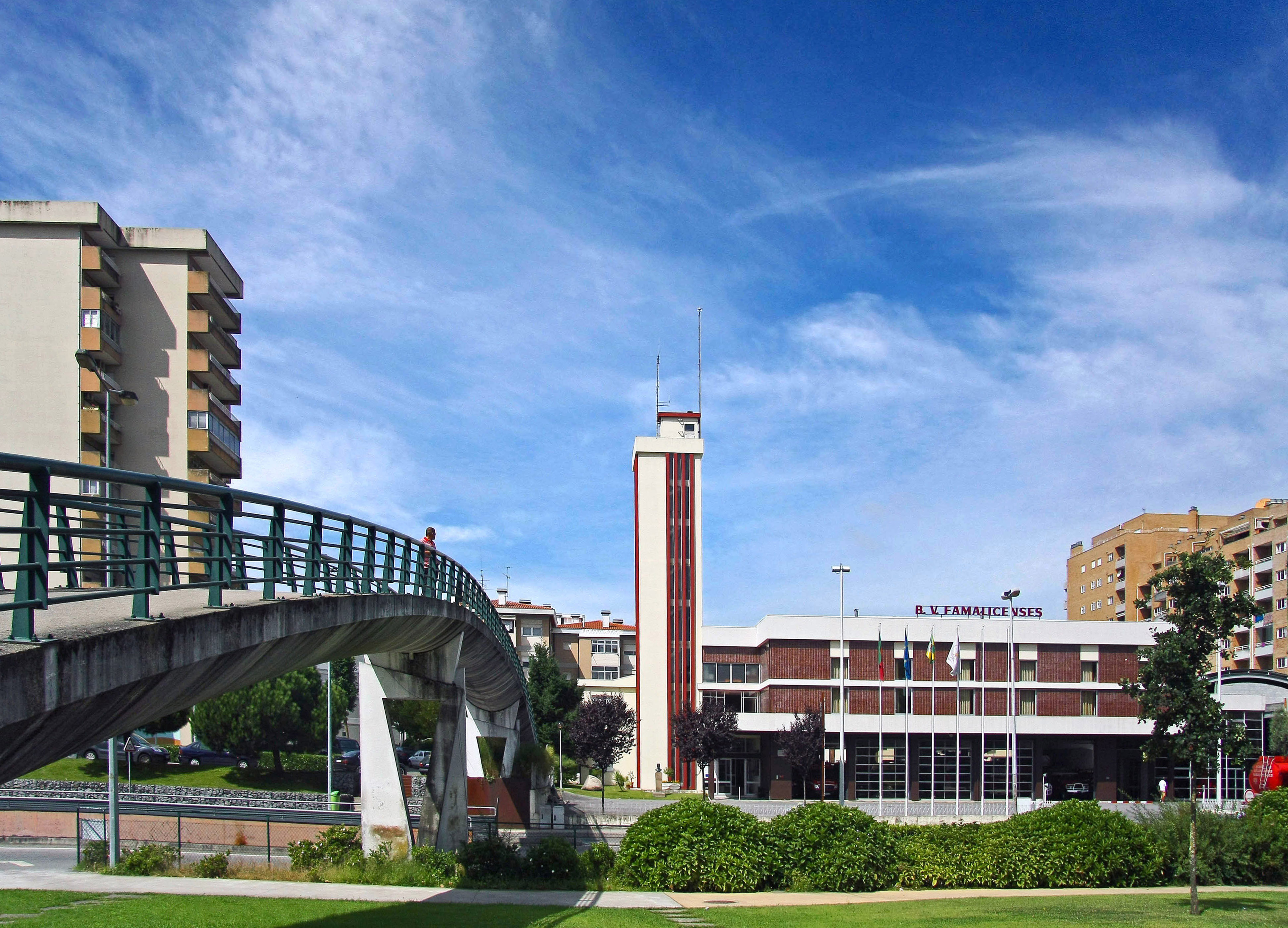
Vila Nova de Famalicão
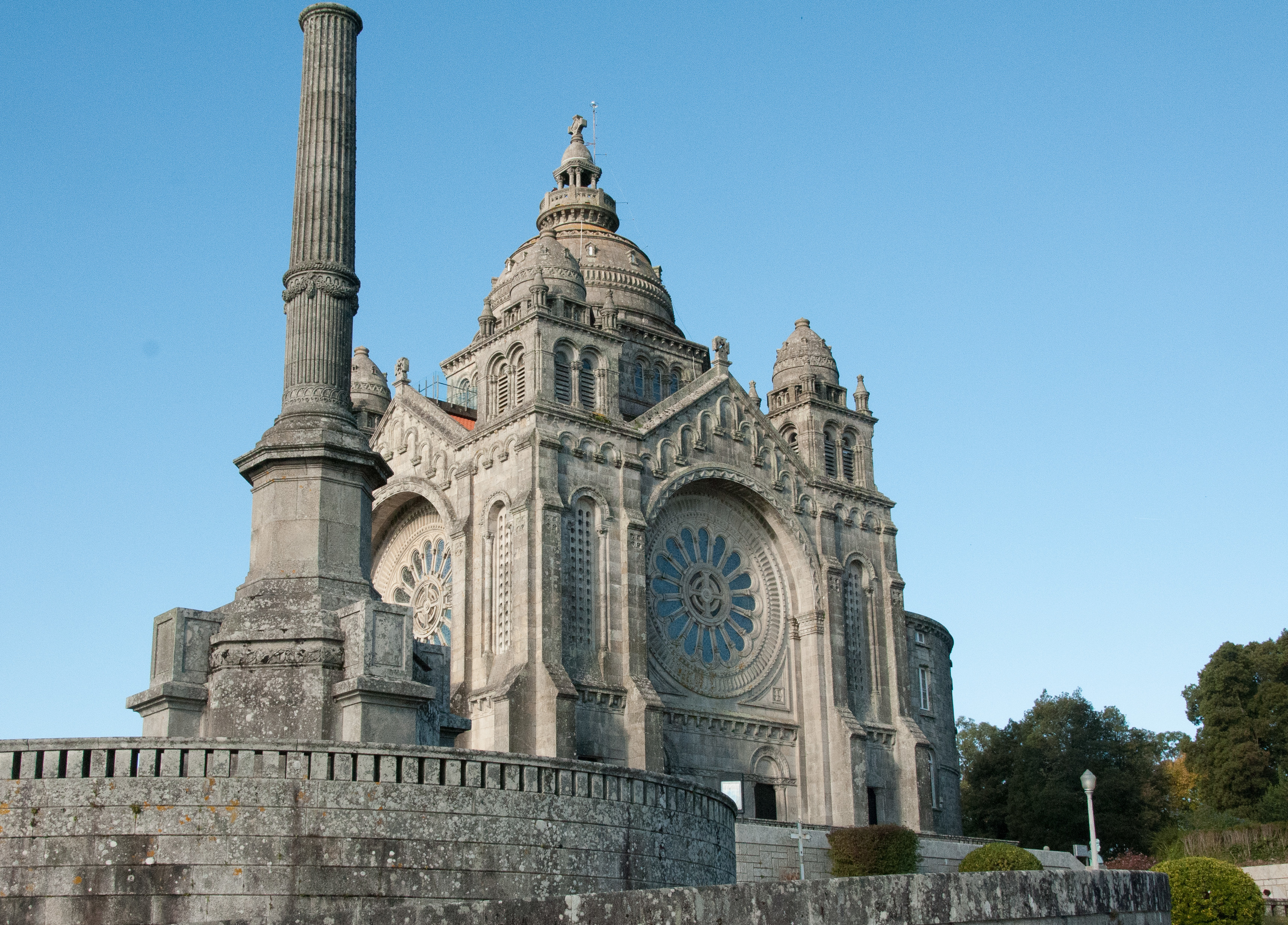
Viana do Castelo
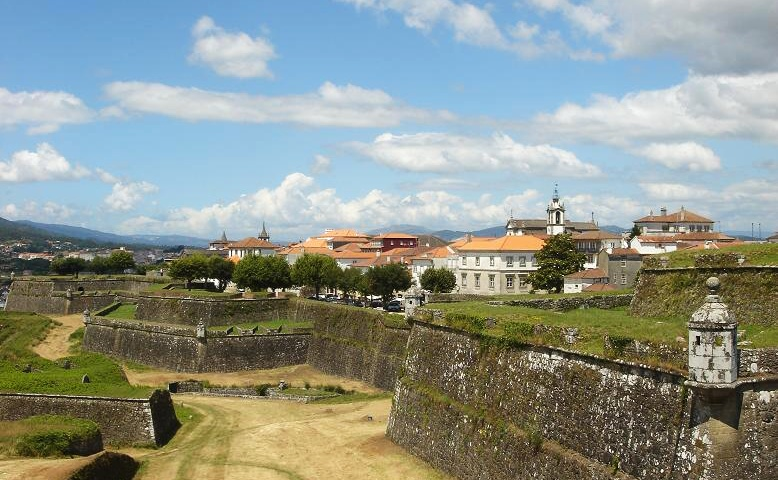
Valença do Minho
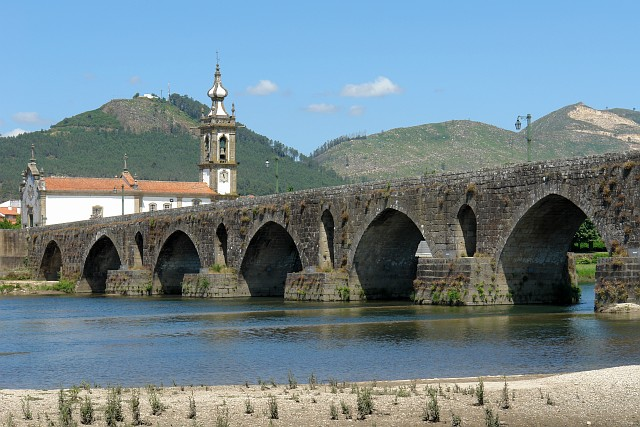
Ponte de Lima

## Historia
La provincia del Miño fue instituida formalmente por una reforma administrativa de 1936. Sin embargo, las provincias nunca tuvieron ninguna atribución práctica y desaparecieron de la escena administrativa con la revisión constitucional de 1959, aunque no del imaginario colectivo de los portugueses. La constitución de 1976 no las recuperó.
La antigua provincia administrativa de Miño contaba con 23 municipios, ya que el municipio de Vizela fue creado en 1997, por secesión de Guimarães, después de la extinción de las provincias administrativas.
Actualmente, su territorio se encuentra en la región estadística del Norte, repartiéndose por la totalidad de las subregiones estadísticas del Alto Miño y del Cávado, y parcialmente por las subregiones estadísticas del Ave (municipioz de Fafe, Guimarães, Póvoa de Lanhoso, Vieira do Minho, Vila Nova de Famalicão y Vizela) y Támega (dos municipios de las Terras de Basto: Cabeceiras de Basto y Celorico de Basto).

### Nacimiento de Portugal como nación

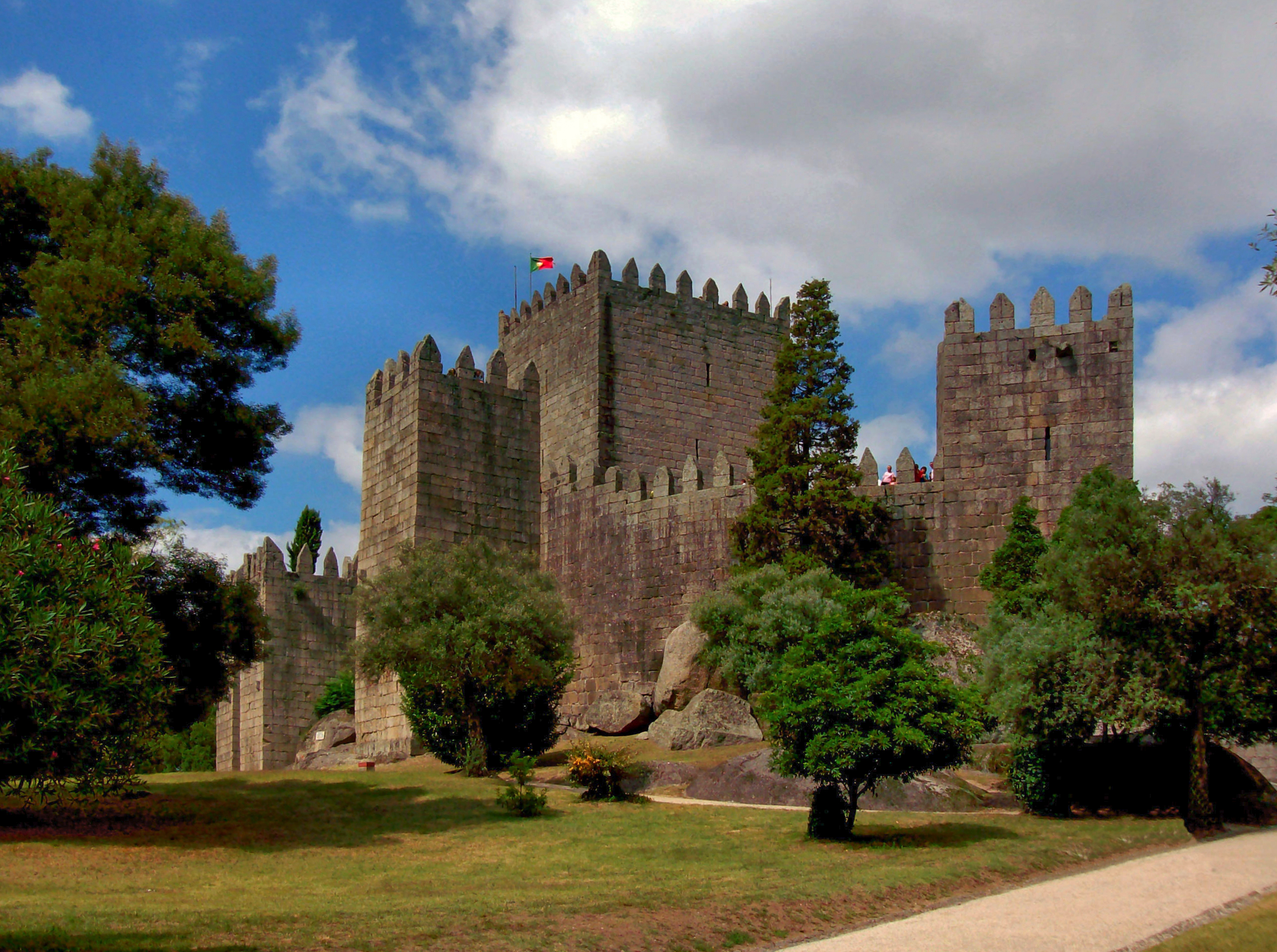
Castillo de Guimarães

Según la tradición, Portugal surgió como nación en esta región, concretamente en la ciudad de Guimarães. En su castillo nació el primer rey de Portugal, Afonso Henriques (1112-85). El lavabo donde fue bautizado está en la capilla de la iglesia de São Miguel da Oliveira, en la parte occidental del castillo.
Hace poco más de un siglo, la villa de Guimarães se encontraba entre los dominios donados por el rey Afonso VI de León y Castilla a Enrique de Borgoña, conocidos como el Condado Portucalense. El conde Enrique (1095-1112) y su esposa, Teresa de León, eligieron este pueblo y su castillo como residencia. La primitiva construcción fue demolida y, en su lugar, se levantó la imponente estructura de la actual torre del homenaje. El perímetro defensivo fue ampliado y reforzado, y en él se rasgó la puerta principal, al oeste sobre la aldea, y la llamada Puerta de la Traición, al este.
En 1127, Afonso Henriques (1112-1185) resistió, dentro de sus muros, al asedio de las fuerzas del rey Alfonso VII de León y Castilla. En el cercano campo de São Mamede, tuvo lugar el enfrentamiento entre las fuerzas de ambos que, con la victoria del primero, dio origen a la nacionalidad portuguesa.
El castillo fue clasificado "Monumento Histórico de 1ª Clase", el único de la región del Minho, por decreto de 19 de marzo de 1881. Posteriormente fue designado Monumento Nacional en 1908. A partir de 1937 la Dirección General de Edificios y Monumentos Nacionales inició una amplia campaña de intervención, que culminó con su reinauguración el 4 de junio de 1940 con motivo de las conmemoraciones del VIII Centenario de la Fundación de la Nacionalidad Portuguesa.

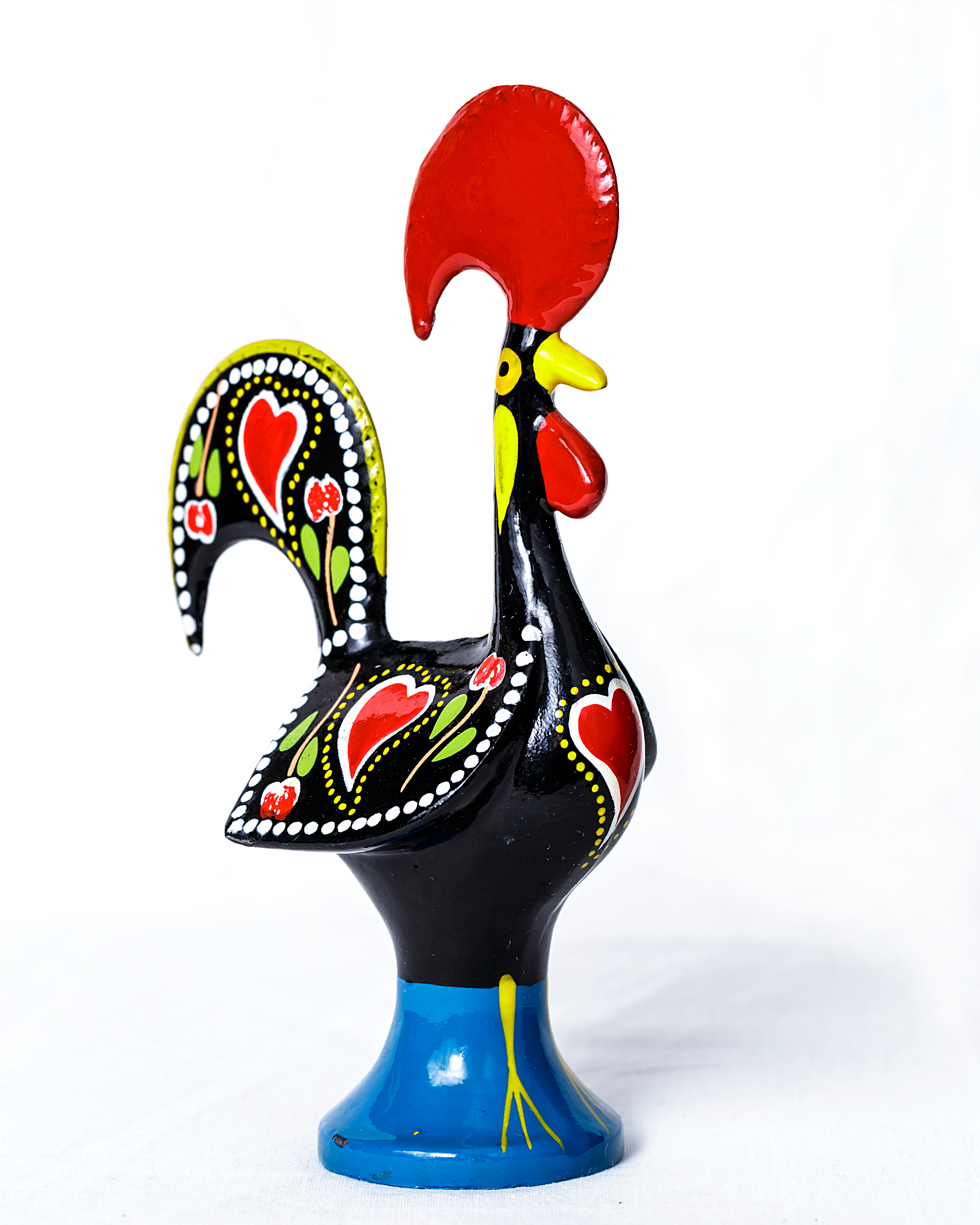
Gallo de Barcelos

## Cultura

### Leyenda del Gallo de Barcelos
La leyenda cuenta la historia de un peregrino gallego que salía de Barcelos, ciudad miñota del distrito de Braga, camino de Santiago de Compostela, y que fue acusado de haber robado el dinero a un terrateniente, por lo que fue condenado a la horca. Como última voluntad, pidió ser llevado ante el juez, que se encontraba comiendo un pollo (gallo) asado. El peregrino le dijo que, como prueba de su inocencia, el gallo se levantaría y se pondría a cantar. El juez echó el plato para un lado e ignoró las palabras del hombre.
Sin embargo, en el preciso momento en que el preso estaba siendo ahorcado, el gallo se levantó y cantó. El juez, habiéndose dado cuenta de su error, corrió hacia la horca y descubrió que el gallego se había salvado gracias a un nudo mal hecho. Según la leyenda, el peregrino volvió años más tarde para esculpir el crucero del Señor del Gallo que ahora se encuentra en el Museo Arqueológico de Barcelos.
Durante la vigencia del Estado Nuevo, esta leyenda fue identificada con la tradición artesanal de los gallos de rueda que por lo menos desde la década de 1930 se practicaba en Barcelos. Desde entonces en el imaginario popular existe una asociación incorrecta con estas piezas cerámicas muy coloridas. Así nació el mito o sustento folclórico que las acompaña y que el régimen de Oliveira Salazar popularizó como reclamo turístico y símbolo del Portugal.

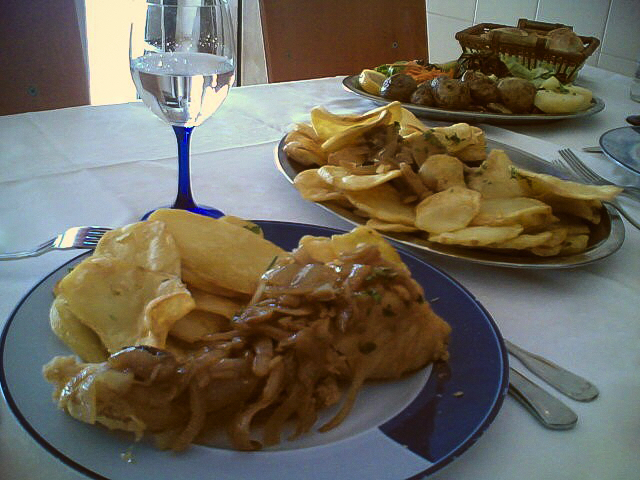
Bacalhau à minhota

### Gastronomía

#### Bacalao a la miñota
El bacalao es el plato típico por excelencia de la cocina portuguesa y la versión miñota una de las más tradicionales, únicas y populares. El bacalao frito queda muy sabroso cuando se cocina de esta manera. Se sirve junto con patatas fritas en rodajas muy crujientes debajo y cebolla caramelizada por encima, acompañado de aceitunas negras, ajo y toques de pimentón y perejil.